# Мерреллс-Інлет (Південна Кароліна)
Мерреллс-Інлет (англ. Murrells Inlet) — переписна місцевість (CDP) в США, в окрузі Джорджтаун штату Південна Кароліна. Населення — 9740 осіб (2020).

## Географія
Мерреллс-Інлет розташований за координатами 33°33′26″ пн. ш. 79°3′26″ зх. д. / 33.55722° пн. ш. 79.05722° зх. д. (33.557250, -79.057165).  За даними Бюро перепису населення США в 2010 році переписна місцевість мала площу 19,49 км², з яких 19,06 км² — суходіл та 0,43 км² — водойми.

## Демографія
Згідно з переписом 2010 року, у переписній місцевості мешкало 7547 осіб у 3554 домогосподарствах у складі 2283 родин. Густота населення становила 387 осіб/км².  Було 4843 помешкання (248/км²).
Расовий склад населення:
| - 90,7 % — білих - 6,5 % — чорних або афроамериканців - 0,9 % — азіатів - 0,3 % — корінних американців |

До двох чи більше рас належало 0,8 %. Частка іспаномовних становила 2,2 % від усіх жителів.
За віковим діапазоном населення розподілялося таким чином: 13,7 % — особи молодші 18 років, 59,9 % — особи у віці 18—64 років, 26,4 % — особи у віці 65 років та старші. Медіана віку мешканця становила 53,6 року. На 100 осіб жіночої статі у переписній місцевості припадало 94,9 чоловіків;  на 100 жінок у віці від 18 років та старших — 92,5 чоловіків також старших 18 років.
Середній дохід на одне домашнє господарство  становив 71 167 доларів США (медіана — 50 762), а середній дохід на одну сім'ю — 84 777 доларів (медіана — 56 325). Медіана доходів становила 43 004 долари для чоловіків та 40 479 доларів для жінок. За межею бідності перебувало 10,4 % осіб, у тому числі 5,0 % дітей у віці до 18 років та 6,2 % осіб у віці 65 років та старших.
Цивільне працевлаштоване населення становило 3594 особи. Основні галузі зайнятості: мистецтво, розваги та відпочинок — 24,0 %, освіта, охорона здоров'я та соціальна допомога — 17,7 %, роздрібна торгівля — 17,5 %.